# EasyImage
Die easyImage-Webgalerie ist ein serverseitiges Galeriescript für Bilder. Die Bildergalerie basiert auf PHP, XML und der Gdlib. Sie wird seit 2008 ständig weiterentwickelt und bietet die Möglichkeit, eigene Templates/Designs zu erstellen.
Ein Grundsatz der Webgalerie ist die einfache Installation und Einrichtung, z. B. müssen Bilder nur in einen Ordner kopiert werden, von dort aus legt das Script automatisch Thumbnails und Einstellungen an.
Mehrere Kategorien sind möglich, indem die Bilder in mehrere, dem Kategorienamen entsprechende Ordner hochgeladen werden. Zur Ausstattung gehört neben einem Adminbereich auch eine Download- und Kommentarfunktion.